# Otto Klages

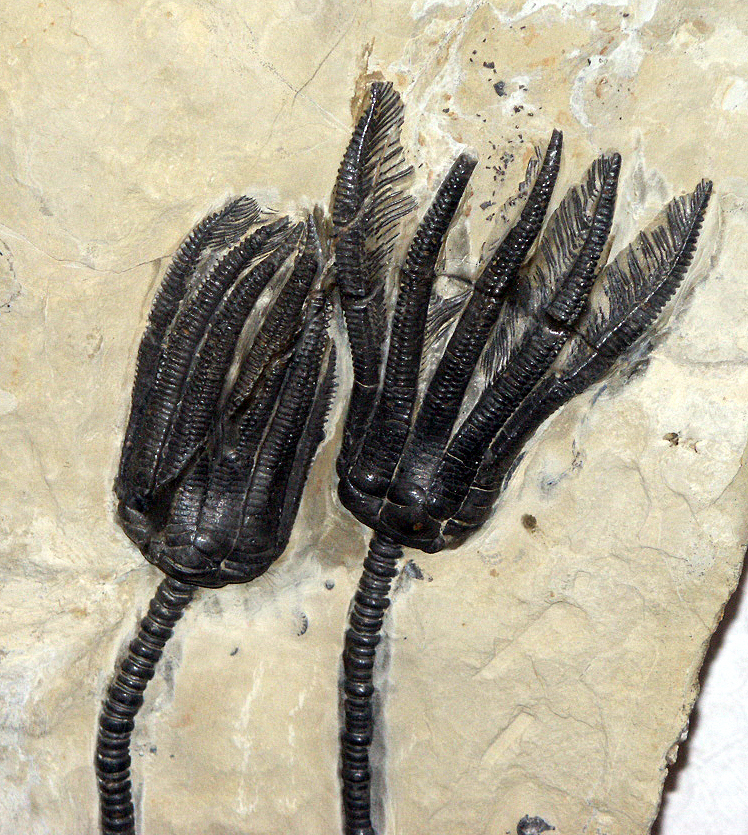
Fossile Seelilien

Otto Klages (* 4. Mai 1903; † 17. Dezember 1982 in Königslutter am Elm) war ein deutscher Fossiliensammler.

## Leben
Klages war hauptberuflich selbständiger Kaufmann in Königslutter am Elm, das für seine Fossilien im Elmkalkstein des Muschelkalks bekannt ist (zum Beispiel Erkeroder Trochitenkalk), besonders für Seelilien. Er trug eine der umfangreichsten geologisch-paläontologischen Privatsammlungen mit über 20.000 Exemplaren (Fossilien, Mineralien, Gesteine, Geschiebe) zusammen, überwiegend aus seiner näheren Umgebung, dem Harzvorland und dem Harz (er sammelte aber auch viel im Ausland und tauschte mit Sammlern in aller Welt, für die seine Seelilien Encrinus liliiformis begehrte Sammelobjekte waren). Er stiftete die Sammlung der Stadt Königslutter, die für die Sammlung ein Museum schuf (Otto Klages Sammlung, Sack 1). Teilweise sind seine Funde auch im Geopark-Informationszentrum Königslutter.
Er veröffentlichte viel in der Zeitschrift Der Aufschluss (45 Beiträge zwischen 1951 und 1966) und war selbst aktiv in der Vereinigung der Freunde der Mineralogie und Geologie (VFMG), den Herausgebern der Zeitschrift. 1959 bis 1963 war er im Vorstand und 1965 wurde er Ehrenmitglied.
Er stiftete auch Gesteinsammlungen für Schulen zu pädagogischen Zwecken, an Museen und Universitäten. Teile seiner Sammlung sind im Niedersächsischen Landesmuseum in Hannover. Schon 1972 stiftete er 2000 ausgewählte Exemplare der Stadtbibliothek Königslutter.